# Udabnopithecus garedziensis
Udabnopithecus es un género de homínidos extintos que vivieron durante el Mioceno tardío (de 8,5 a 9,0 millones de años atrás) en el territorio de la actual Georgia. Incluye una sola especie, llamada Udabnopithecus garedziensis, documentada solo por parte de la mandíbula superior y dos dientes muy desgastados, que fueron hallados en la primera mitad del siglo XX en Udabno.
Debido a la pequeña cantidad de restos muy fragmentados, resulta difícil determinar la posición taxonómica y filogenética del género Udabnopithecus. De acuerdo a la morfología de los dientes está muy cerca al género Dryopithecus y a menudo incluso se da a entender que ciertas especies del género Dryopithecus son de este género (en especial Dryopithecus brancoi).
El descubrimiento del sitio Udabno es particularmente importante ya que este es uno de los últimos documentos de la presencia de homínidos en Eurasia. Viene de un período en que los homínidos en Europa y Asia muriendo poco a poco al no poder adaptarse al cambio climático. Udabnopithecus también amplía significativamente el área de distribución de la subfamilia Dryopithecinae.